# Gas Powered Games
Gas Powered Games（ガス・パワード・ゲームズ）は、1998年5月に創設されたアメリカ合衆国のゲームメーカー。最高経営責任者・プロデューサーはクリス・テイラー（Chris Taylor）。主にロールプレイングゲームが開発された。代表作は『トータル アニヒレーション』（Total Annihilation）、『ダンジョン・シージ』（Dungeon Siege）や『デミゴッド』（Demigod）などで知られる。

## 作品リスト
- トータル アニヒレーション（1997年）
- ダンジョン・シージ（2002年）
- ダンジョン・シージ: アランナの伝説（2003年）
- ダンジョン・シージII（2005年）
- ダンジョン・シージII: ブロークン・ワールド（2006年）
- スプリームコマンダー（2007年）
- スプリームコマンダー: フォージド・アライアンス（2007年）
- スペース・シージ（2008年）
- デミゴッド（2009年）
- スプリームコマンダー2（2010年）
- エイジ オブ エンパイア Online（2011年-2012年）
- Chris Taylor's Kings and Castles（不明）
- Wildman（不明）